# Ристо Пенов
Ристо Пенов (на македонска литературна норма: Ристо Пенов) е политик от Северна Македония, кмет на град Скопие през 1996-2005.

## Биография
Роден е на 28 септември 1957 година в град Велес. През 1975 година завършва гимназията „Раде Йовчевски - Корчагин“ в Скопие. През 1979 година завършва Икономическия факултет на Скопския университет. 
През 1996 - 2005 година е кмет на град Скопие за два мандата. От 1999 е председател на Либерално-демократическата партия на Република Македония. Народен представител е в периода 2006-2008 година 
На 28 октомври 2022 по предложение на ЛДП е избран за министър на местното самоуправление в правителството на Димитър Ковачевски.